# Space Shuttle Pathfinder
Lo Space Shuttle Pathfinder (denominazione NASA: OV-098) non è un vero veicolo spaziale, ma un modello di prova statico della vera navetta, fatto di legno e metallo, ed ha approssimativamente lo stesso peso, misure e bilanciatura dello Shuttle reale.
Rispetto alle attuali navette spaziali, il Pathfinder è più corto, come si può notare osservando la sezione di prua, dove si unisce alle ali e si collega al serbatoio esterno.

## Storia

### I test
Originariamente senza nome, fu costruito dal Marshall Space Flight Center nel 1977 per effettuare delle prove sulle procedure necessarie a muovere e maneggiare lo shuttle, senza dover rischiare di danneggiare un mezzo autentico, come il più delicato e costoso Enterprise. Vennero fatte prove sulle strade e sulle gru di sollevamento, oltre a controlli sulle strutture che dovevano ospitarlo.
In seguito venne inviato via nave al Kennedy Space Center, dove venne utilizzato per dei test col personale a terra nei vari edifici adibiti allo Shuttle.

### In mostra
Il simulatore rimase per molti anni nei magazzini, finché un gruppo di uomini d'affari giapponesi offrì un milione di dollari per modificare il veicolo, in modo tale che somigliasse il più possibile ad un vero orbiter e lo battezzarono Pathfinder; quindi lo usarono nella "Grande Mostra dello Space Shuttle" in Giappone, a Tokyo, fra il giugno 1983 e agosto 1984. Dopo la mostra, venne riportato nuovamente al Marshall Space Flight Center.
Attualmente è esposto nel museo United States Space & Rocket Center ad Huntsville, in Alabama e viene mostrato assemblato ad un serbatoio esterno (l'MPTA-098, costruito anch'esso per test strutturali) e due prototipi di boosters avanzati, sviluppati dopo il disastro dello Space Shuttle Challenger, ma mai messi in produzione. Questi razzi, più potenti, avrebbero dovuto facilitare lo Shuttle nel trasporto dei moduli per la stazione spaziale internazionale, ma la NASA alla fine decise di costruire invece un serbatoio esterno più leggero.
Nel 1999, la NASA rimosse i componenti frontali dei booster del Pathfinder: sebbene questi razzi dopo ogni lancio vengano recuperati e riutilizzati, questi componenti sono andati perduti o danneggiati nel corso del programma dello Space Shuttle, rendendo necessario perciò prelevare questi pezzi come pezzi di ricambio.

## Note

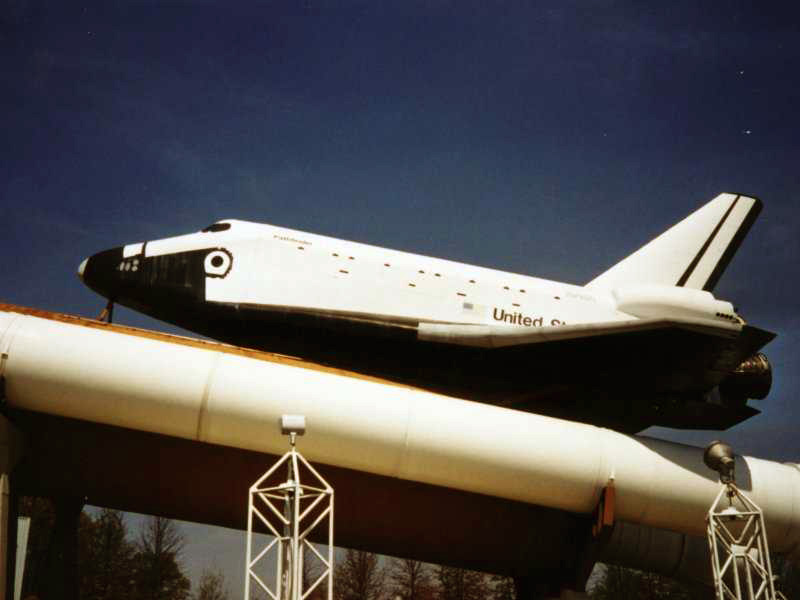
Il veicolo in esposizione presso lo United States Space & Rocket Center